# Pressiat
Pressiat est une ancienne commune française située dans le département de l'Ain en région Auvergne-Rhône-Alpes. Le 1er janvier 2016, elle fusionne avec Treffort-Cuisiat pour former la commune nouvelle de Val-Revermont dont elle constitue une commune déléguée.

## Géographie
Le village traversé par la route du Revermont qui relie Treffort-Cuisiat à Coligny, est dominé par un paysage de petite montagne où domine le mont Myon (site classé) à 662 mètres. Depuis plusieurs années, outre les chemins de randonnée qui y aboutissent, il est devenu un lieu prisé de parapente qui rassemble tous les amateurs de la région et s'adresse à tous avec ses journées découvertes, ses baptêmes et ses compétitions.

### Communes limitrophes
|             | Courmangoux                      |                |
| Courmangoux | Pressiat                         | Bourcia (Jura) |
|             | Treffort-Cuisiat (Val-Revermont) |                |

## Histoire
En 1370, Hugues d'Andelot fait construire un nouveau château dans cette région ruinée par des guerres endémiques qui ont sévi ici aux XIIIe et XIVe siècles. Le bourg édifié autour du château prit le nom de Pressiat. De l'ancien château démantelé à la Révolution, il ne reste actuellement guère qu'une tour accolée à une maison.
En 1810, les habitants se révoltent contre la volonté des autorités de rattacher Pressiat à la paroisse voisine de Courmangoux. En représailles, il refusèrent de participer aux réparations à effectuer dans l'église Saint-Oyen de Courmangoux. C'est ainsi que Pressiat évita son rattachement à une autre commune.
En 1944, le village fut en partie détruit, incendié par les troupes allemandes avec des auxiliaires de la légion de l'Est (osttruppen) pendant leur repli le 18 juillet 1944, pour la punir de ses actes de résistance. Il est vrai que les deux communes de Pressiat et de Courmangoux (incendie des bourgs voisins de Roissiat et de Chevignat) furent très actives en matière de résistance. Pour cette raison, la commune de Pressiat a reçu la croix de guerre avec citation à l'ordre de la Nation. En outre, un odonyme local (Rue du 18-Juillet-1944) rappelle ces événements.
En 2016, fusion avec la commune de Treffort-Cuisiat pour donner la commune nouvelle de Val-Revermont.
Bois (hameau)
La seigneurie est possédée d'abord par la famille de Loysia. Marguerite de Loysia la porta en dot à Guillaume d'Andelot, qui en reprit le fief, en 1273, d'Amédée V de Savoie, comte de Bresse et de Bâgé, et obtint concession, en 1280, de la justice haute, moyenne et basse, de Robert II de Bourgogne, duc de Bourgogne et seigneur du Revermont, lequel lui permit en outre, en mai 1289, de reconstruire le château fort (château du Bois) ruiné pendant les guerres.
Cette reconstruction n'eut lieu que vers l'an 1370, et fut l’œuvre d'Hugues d'Andelot, seigneur de Marmont, qui nomma son nouveau manoir Pressiat.

## Politique et administration

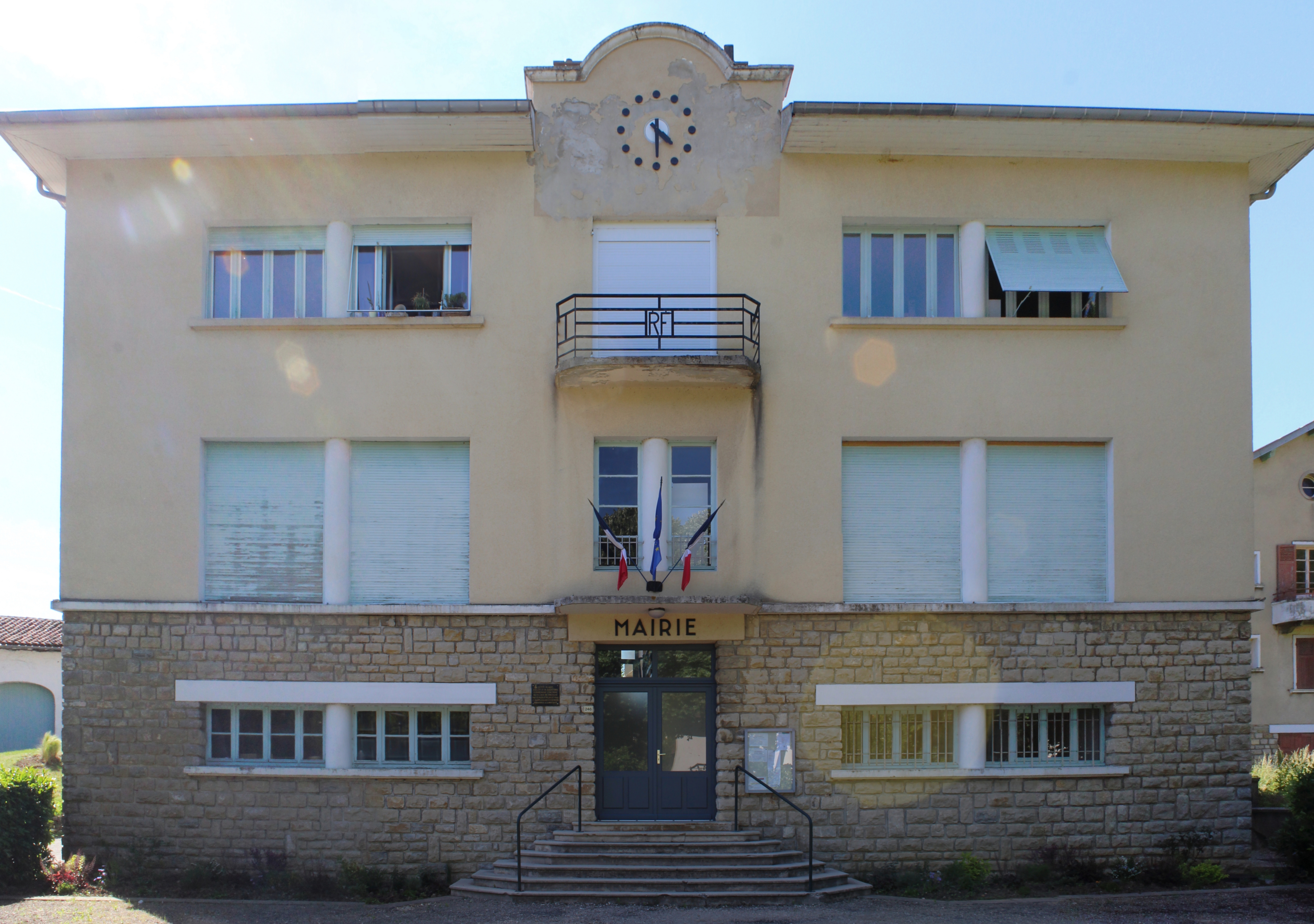
Mairie de la commune déléguée.

| Période                                  | Période   | Identité         | Étiquette | Qualité |
| ---------------------------------------- | --------- | ---------------- | --------- | ------- |
| juin 1995                                | mars 2008 | René Ansellem    |           |         |
| mars 2008                                | 2014      | Luc Martinot     |           |         |
| mars 2014                                | 2015      | Jean-Louis Revel | SE        | Employé |
| Les données manquantes sont à compléter. |           |                  |           |         |

| Période | Période  | Identité         | Étiquette | Qualité |
| ------- | -------- | ---------------- | --------- | ------- |
| 2016    | En cours | Jean-Louis Revel |           |         |

## Démographie
L'évolution du nombre d'habitants est connue à travers les recensements de la population effectués dans la commune depuis 1793. Pour les communes de moins de 10 000 habitants, une enquête de recensement portant sur toute la population est réalisée tous les cinq ans, les populations de référence des années intermédiaires étant quant à elles estimées par interpolation ou extrapolation. Pour la commune, le premier recensement exhaustif entrant dans le cadre du nouveau dispositif a été réalisé en 2004.
En 2018, la commune comptait 263 habitants, en évolution de +12,39 % par rapport à 2012 (Ain : +5,15 %, France hors Mayotte : +2,11 %).
| 1793 | 1800 | 1806 | 1821 | 1831 | 1836 | 1841 | 1846 | 1851 |
| ---- | ---- | ---- | ---- | ---- | ---- | ---- | ---- | ---- |
| 339  | 371  | 370  | 452  | 404  | 336  | 352  | 345  | 341  |

| 1856 | 1861 | 1866 | 1872 | 1876 | 1881 | 1886 | 1891 | 1896 |
| ---- | ---- | ---- | ---- | ---- | ---- | ---- | ---- | ---- |
| 333  | 323  | 343  | 316  | 315  | 304  | 288  | 274  | 265  |

| 1901 | 1906 | 1911 | 1921 | 1926 | 1931 | 1936 | 1946 | 1954 |
| ---- | ---- | ---- | ---- | ---- | ---- | ---- | ---- | ---- |
| 266  | 262  | 254  | 246  | 222  | 197  | 171  | 150  | 188  |

| 1962 | 1968 | 1975 | 1982 | 1990 | 1999 | 2004 | 2006 | 2009 |
| ---- | ---- | ---- | ---- | ---- | ---- | ---- | ---- | ---- |
| 168  | 163  | 127  | 148  | 155  | 191  | 200  | 199  | 224  |

| 2014 | 2018 | - | - | - | - | - | - | - |
| ---- | ---- | - | - | - | - | - | - | - |
| 241  | 263  | - | - | - | - | - | - | - |

## Culture et patrimoine

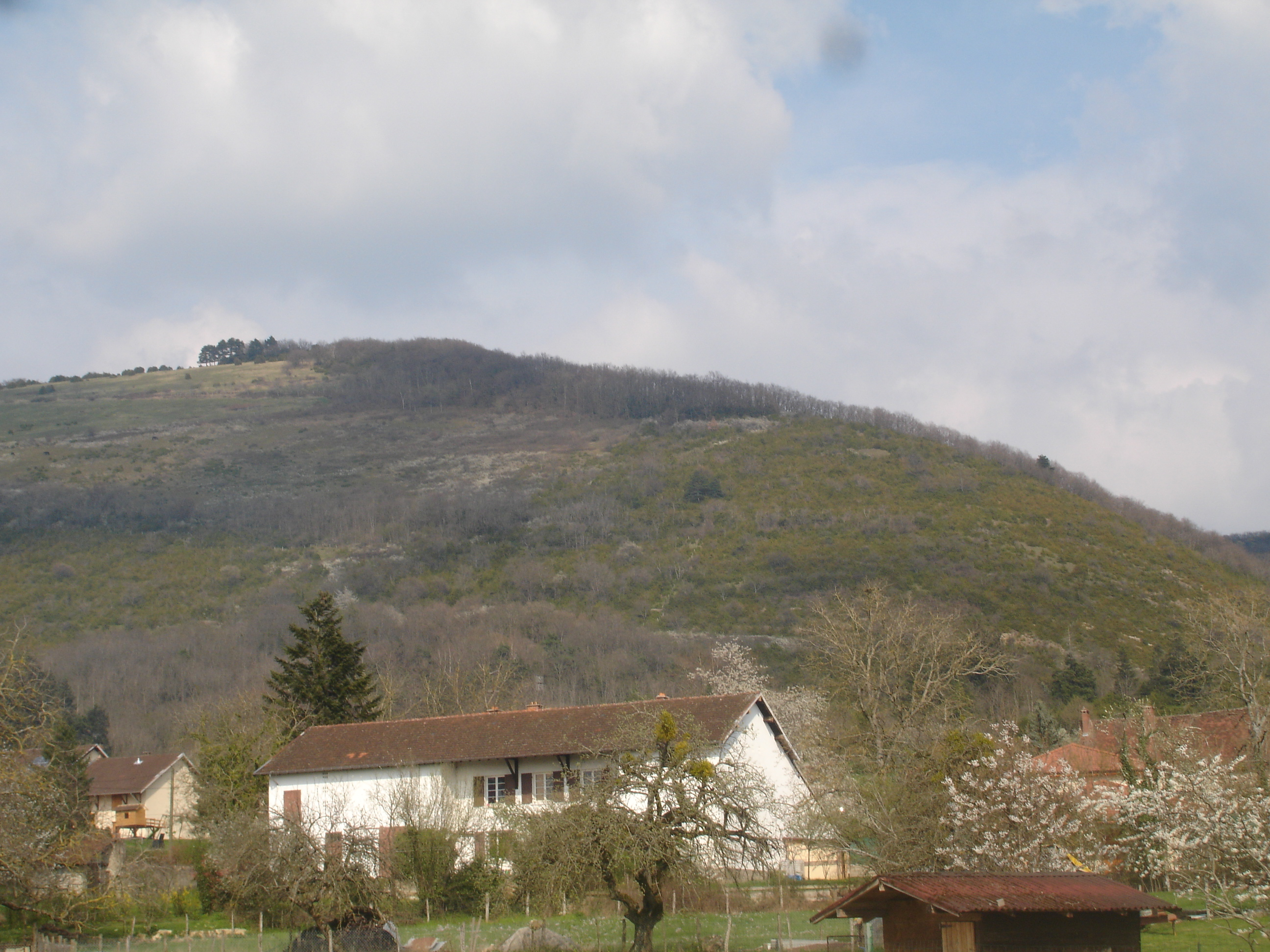
Le mont Myon vu de Pressiat.

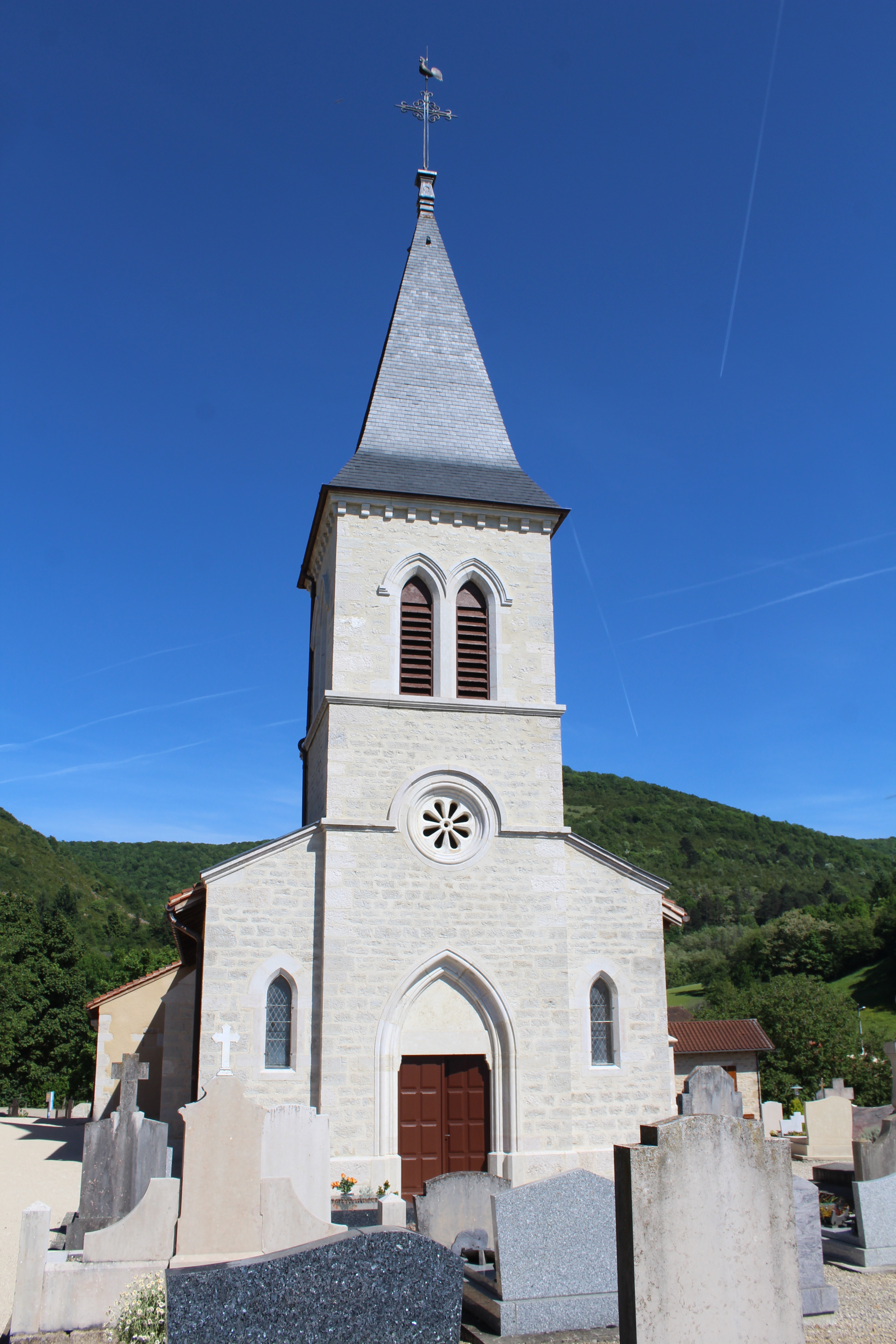
Façade principale de l'église.

### Lieux et monuments
- Le mont Myon, haut-lieu du Revermont.
- Ruines du château-fort de Bois

Le château est reconstruit par Hugues d'Andelot, seigneur de Marmont, vers 1370.
- L'église Saint-Laurent avec ses deux chapelles latérales à toit de lauzes, sa statue en bois doré de saint Laurent et ses fonts baptismaux datant du XVe siècle. Ce monument est inscrit au titre des Monuments historiques.
- Les ruines du hameau de la Ferrolière.

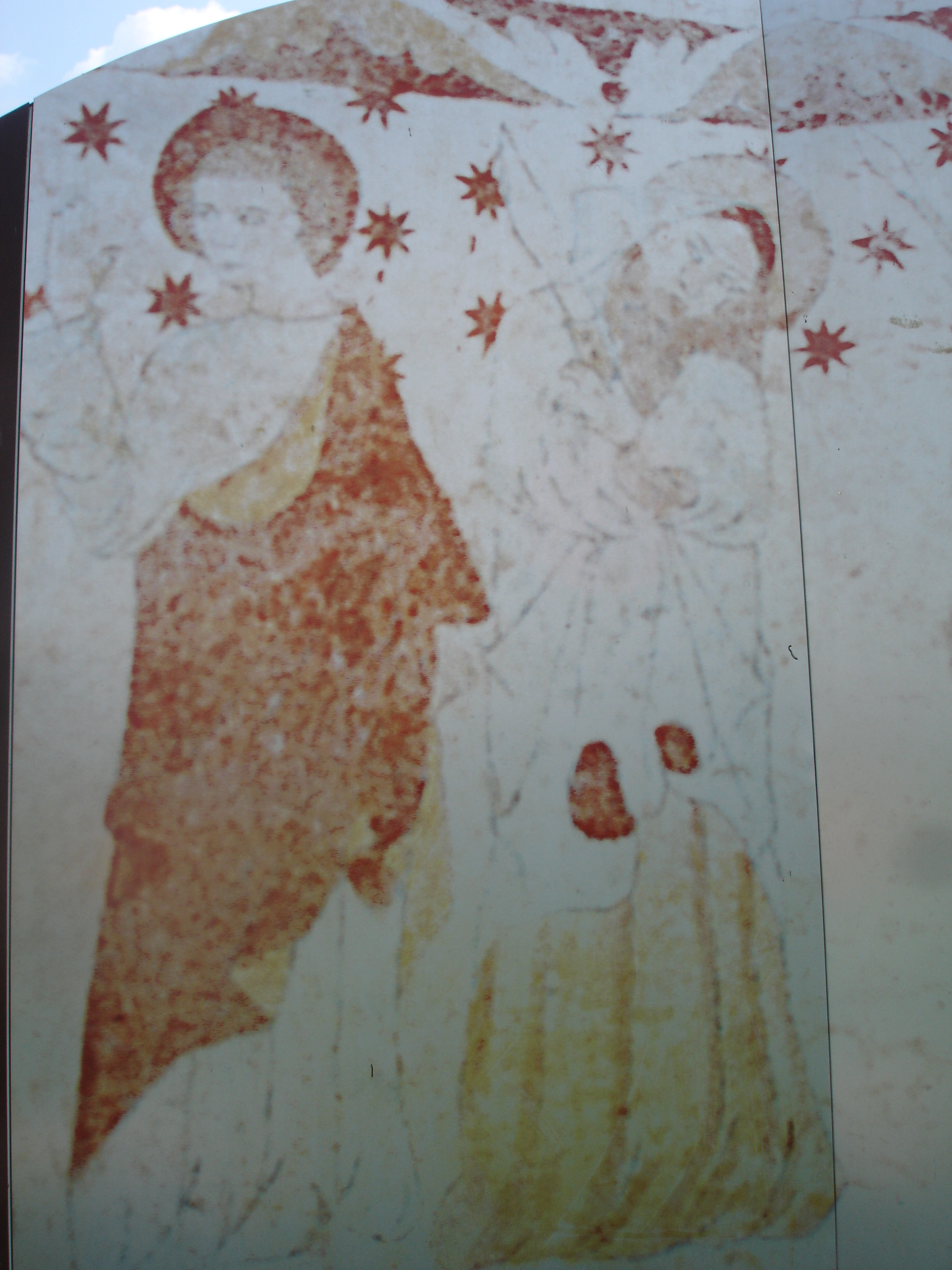
Peinture murale de l'église.
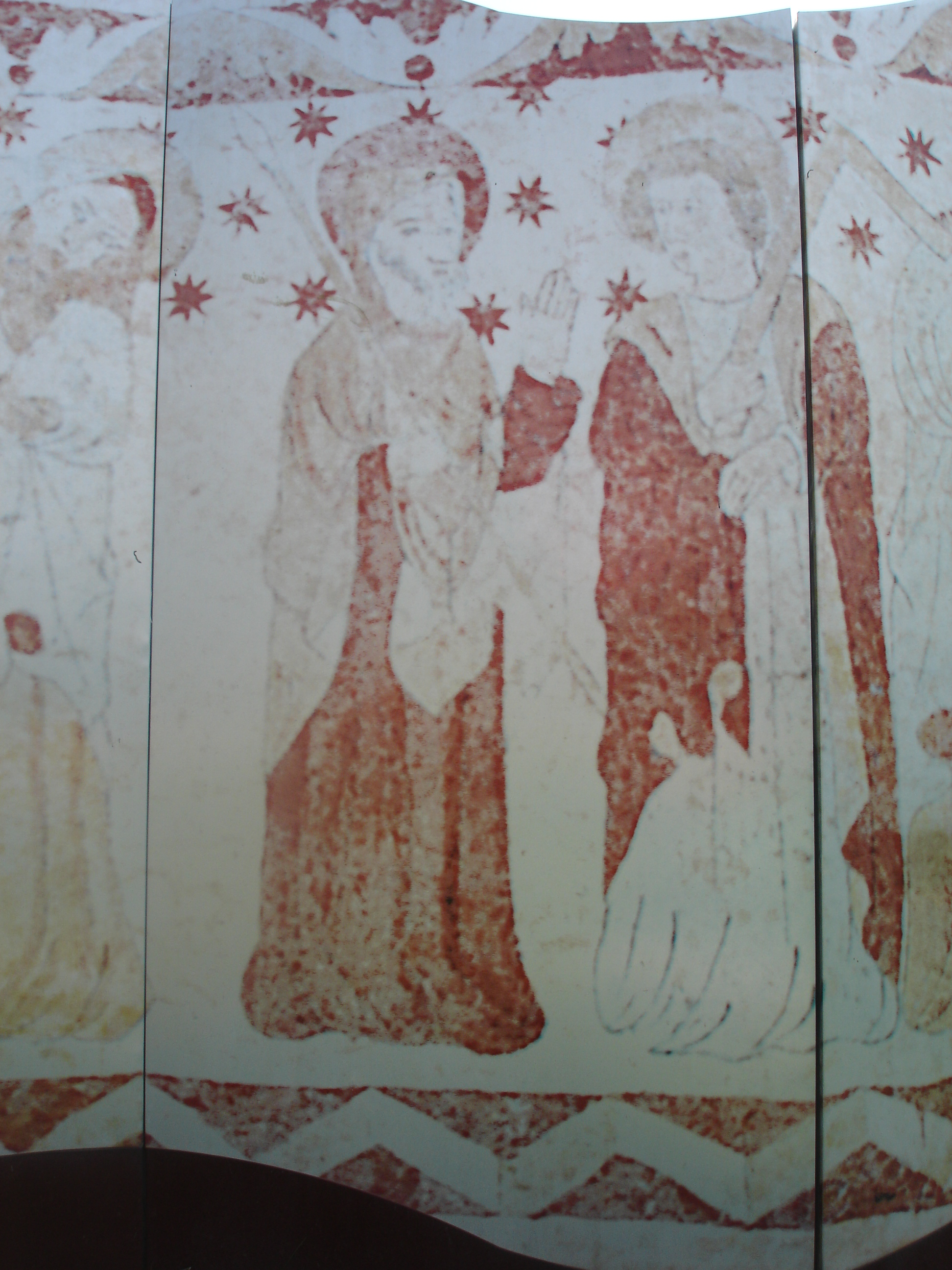
Peinture murale de l'église.

### Personnalités liées à la commune
Pressiat est le village natal de deux maîtres-chirurgiens fort réputés à leur époque :
- André Bondet né vers 1735 ;
- Louis Hyacinthe Bondet, son fils né en 1762, qui a exercé à Besançon.

Et également :
- Joseph Journet (1901-1988) né à Confrançon, s'installe définitivement à Pressiat en 1958. Le 24 mai 1944, il est arrêté par les Allemands pour fait de résistance au château de la Teyssonnière et sera interné en Allemagne d'où il ne rentrera qu'en mai 1945. À Pressiat, il décide d'écrire ses Mémoires et publiera finalement deux ouvrages : Les Mines du Neckar (souvenirs d'un déporté en août 1974) et Voyage en URSS (en septembre 1976).

### Héraldique
| Armes de Pressiat | La commune de Pressiat porte : Tranché : au premier d'argent à la montagne de trois pics de sinople rangés en bande, celui du chef brochant sur un soleil non figuré d'or rayonnant de gueules, au deuxième d'or à la croix de sable sommant un clocher d'argent entuilé de sable, brochant sur des flammes de gueules, le tout mouvant de la pointe; à la cotice de gueules brochant sur la partition.. |